# 北側寒囲
北側 寒囲（きたがわ さむい）は、日本のライトノベル作家、ゲームシナリオライター。高知市出身。株式会社ディーオーを経て、「シナリオ制作チームさるさる」に所属。
日本の田舎を舞台としたコメディタッチな青春群像劇を数多く手がけている。
アダルトゲームメーカーâge（アージュ）の青春恋愛アドベンチャーゲーム『マブラヴ』をノベライズした『マブラヴ 1 EXTRA 運命』（集英社スーパーダッシュ文庫）で小説家デビュー。
2010年2月、東京から高知に居を移し、兼業農家ライターとなる。
アダルトゲームメーカーディーオー代表の江島みなみによると、2016年10月の時点で北側寒囲は3～4代目まで存在しており、初代は松智洋とされる。
故人であるとの情報がFANZAでの「プレミアムアーカイブス 北側寒囲」の紹介文に記載されている。

## 作品一覧

### 小説
- ノベライズ 著：北側寒囲/原作：âge/挿絵：Bou （集英社・スーパーダッシュ文庫）
  - マブラヴ 1 EXTRA 運命 （ISBN 4-08-630323-X）
  - マブラヴ 2 EXTRA 友情 （ISBN 4-08-630344-2）
  - マブラヴ 3 UNLIMITED 戦争 （ISBN 4-08-630371-X）
  - マブラヴ 4 UNLIMITED 敗北 （ISBN 4-08-630390-6）
  - マブラヴ 5 ALTERNATIVE 再起 （ISBN 978-4-08-630414-6）
  - マブラヴ 6 ALTERNATIVE 流転 （ISBN 4-08-630458-9）
  - マブラヴ 7 ALTERNATIVE 決戦 （ISBN 978-4-08-630488-7）

### ゲーム作品
- プラスチックハネムーン
- すめらぎの巫女たち
- れすとあ
- 雪桜 〜ゆきざくら〜
- 海道
- 沙紀のらぶらぶはねむーん
- 夏のひとしずく
- 杜氏の郷
- としあき
- チュートリアルサマー
- 波の間に間に 〜さざなみ診療所〜
- キミの声がきこえる
- 波の間に間に 外伝 裕美子さんの新婚日記
- ロンド・リーフレット
- 秋のうららの 〜あかね色商店街〜
- 秋のうららの まゆのおさな妻日記
- こなゆき ふるり〜柚子原町カーリング部〜
- Princess Frontier
- はぴとら -Happy Transportation-
- かしましコミュニケーション
- Dolphin Divers
- プレミアムアーカイブス 北側寒囲（2014年12月19日発売。収録作品:「雪桜」「沙紀のらぶらぶはねむーん」「杜氏の郷」「すめらぎの巫女たち 特別版」「海道」「としあき」「れすとあ」「夏のひとしずく」「スウィートハーツ」「スウィートハーツ さんにんえっち」「先輩がフィアンセ!?」）
- なないろ＊クリップ ～最後のステージ～
- アイよりアオい海の果て

### 漫画原作
- 北斗ちゃんの七つ星（作画：ネツマイカ、月刊コミックラッシュ連載）